# Epibulus insidiator
Epibulus insidiator · Labre traître, Labre à long museau, Epibule trompeur
Espèce
Synonymes
- Epibulis insidiator (Pallas, 1770)
- Epibulis insidiator (Pallas, 1770)
- Sparus insidiator Pallas, 1770
- Sparus insidiator Pallas, 1770

Statut de conservation UICN

 LC  : Préoccupation mineure
Epibulus insidiator, communément nommé Labre traître, Labre à long museau ou Epibule trompeur entre autres nom vernaculaire, est une espèce de poissons marins de la famille des labres.

## Distribution et habitat
Le Labre à long museau est présent dans les eaux tropicales de l'Indo-Pacifique, Mer Rouge et Hawaii inclus. Il vit dans les récifs coralliens et dans les lagons, à une profondeur variant de 1 à 40 m.

## Description
Il peut atteindre une taille de 54 cm de long cependant la taille moyenne fréquemment observée est de 35 cm.

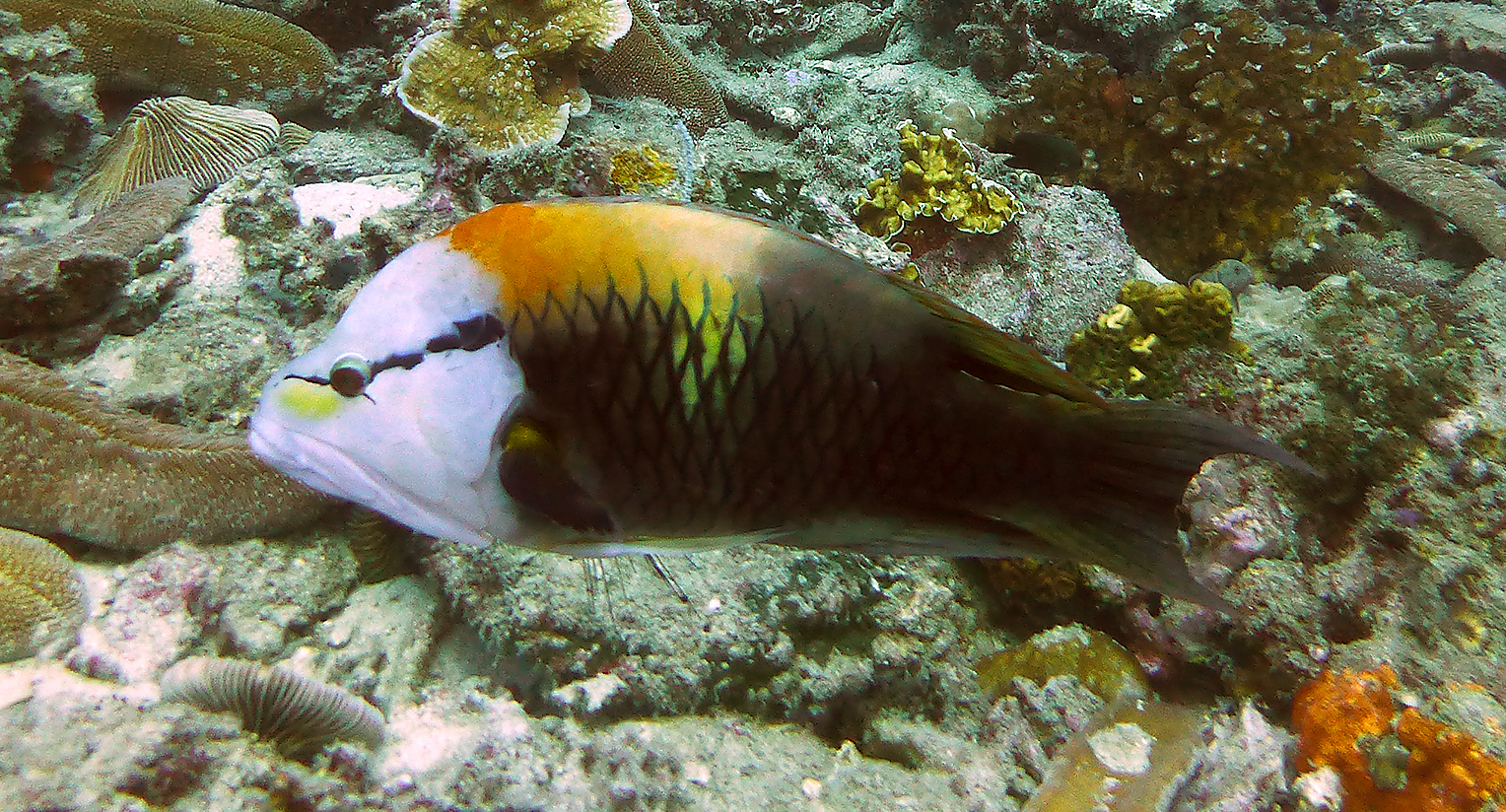
Labre traître, île de Ko Tao, Thaïlande

Il y a un fort dimorphisme sexuel chez cette espèce de poisson : les femelles sont brunes ou jaunes ; les mâles sont gris bleuté avec des écailles très marquées, ont une tête  blanche et un dos marron.

Mâle et femelle
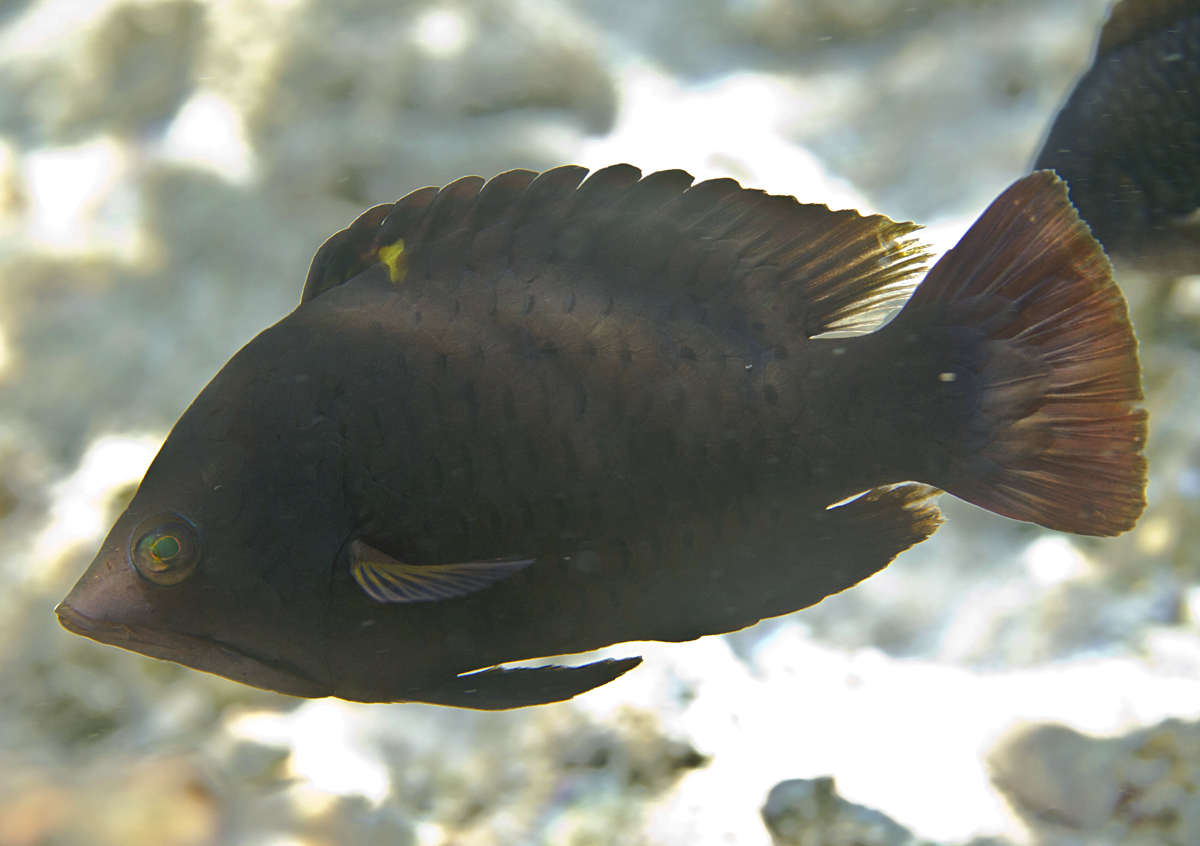
Femelle, île de la Réunion
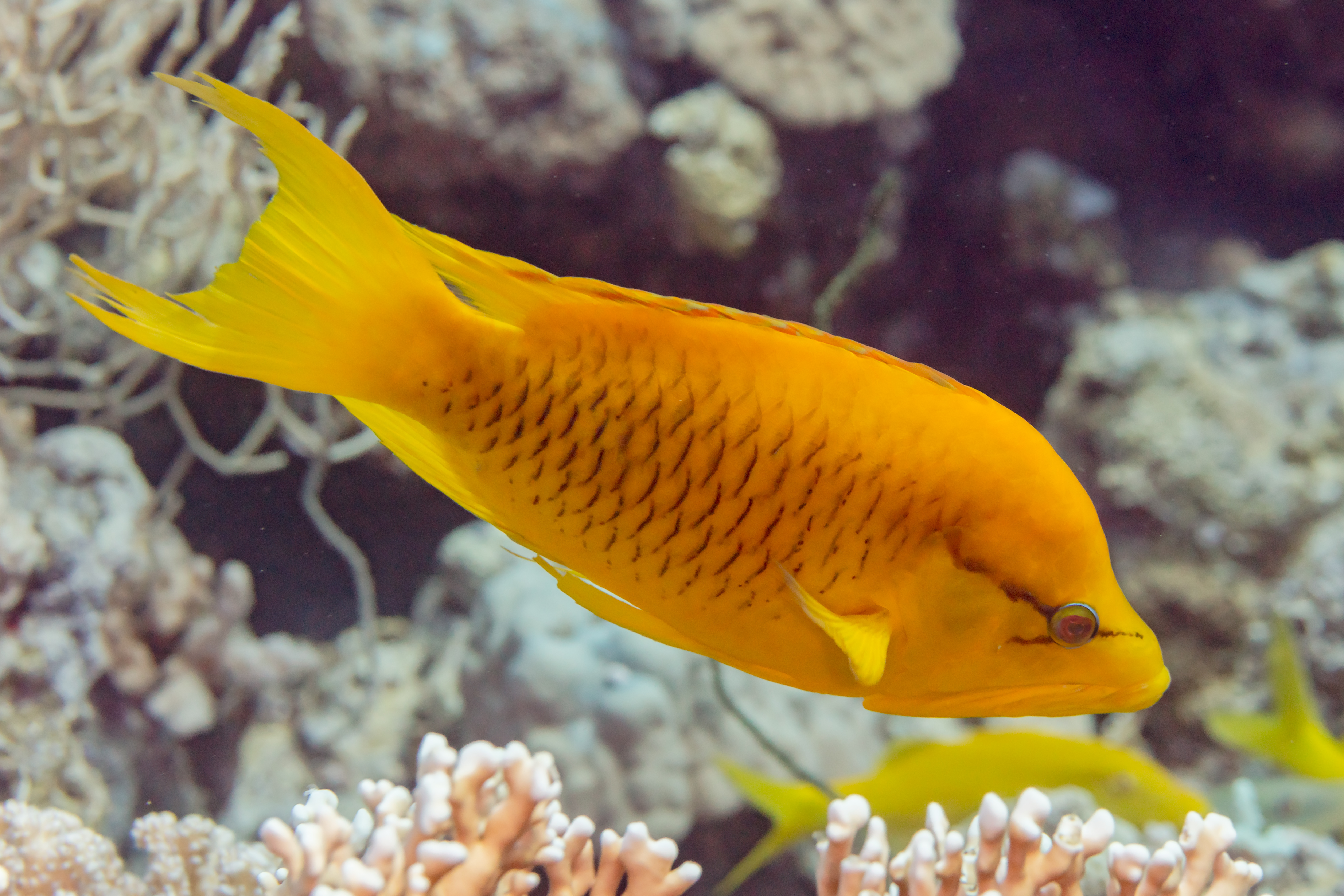
Femelle, Mer Rouge
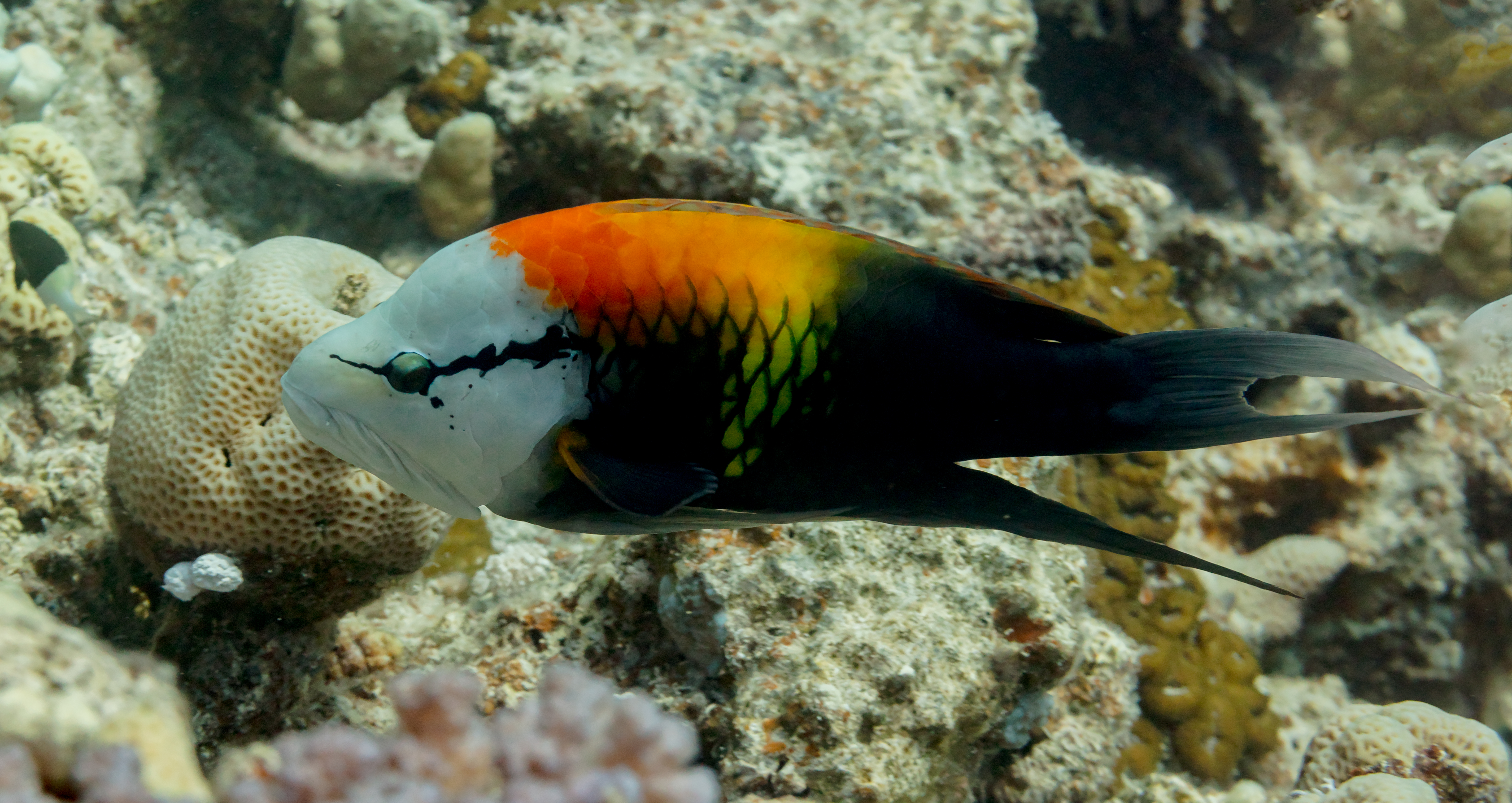
Mâle, Mer rouge
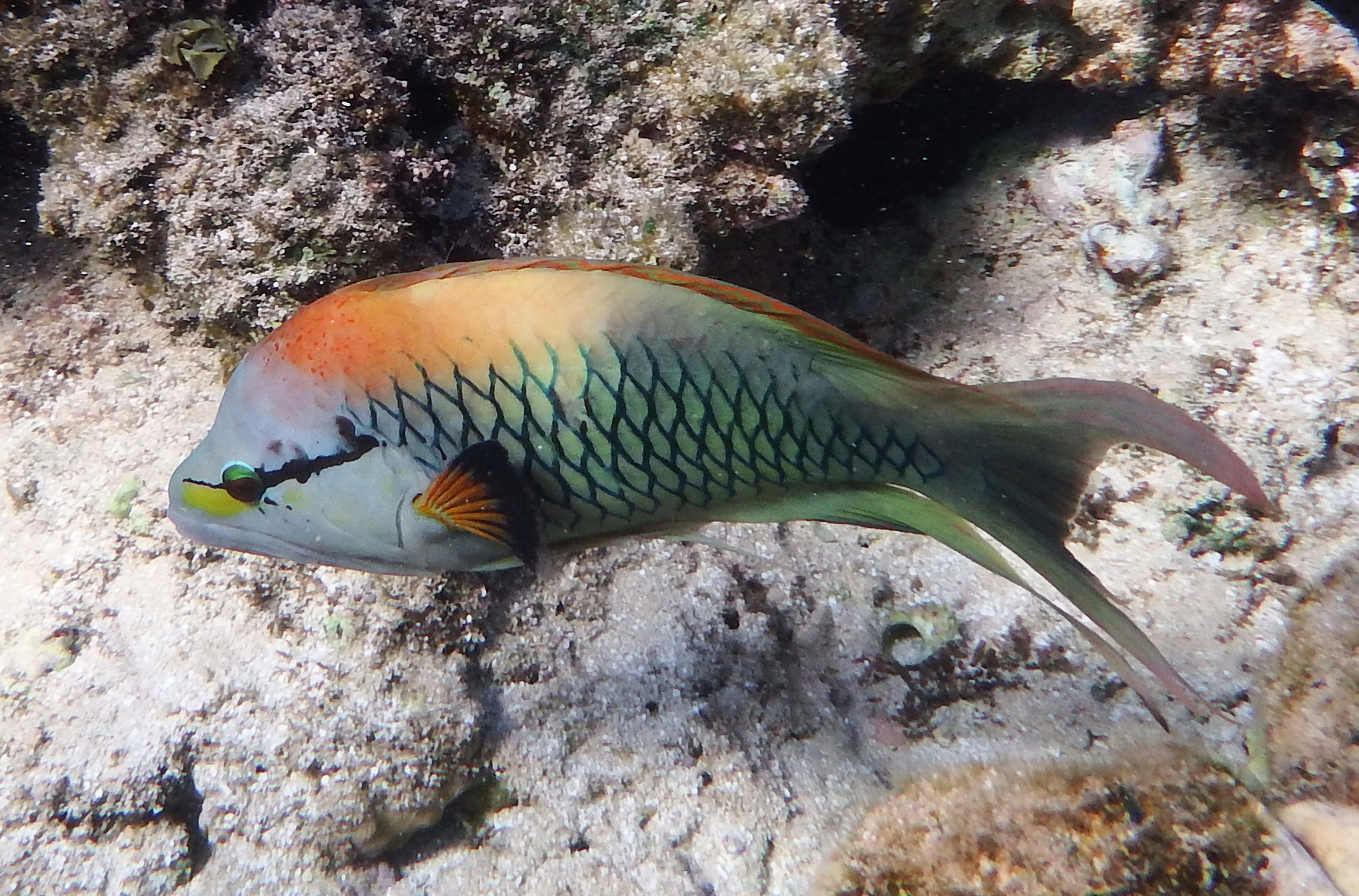
Mâle, Mer Rouge

## Alimentation
Ce poisson aspire des petits poissons et des petits crustacés pour se nourrir.

## Reproduction
Cette espèce est, comme pour beaucoup de labridae, hermaphrodite protogyne : ce poisson est pour commencer femelle puis, plus tard, il devient mâle. Le mâle vit avec plusieurs femelles. Les œufs et les larves du labre à long museau sont planctoniques.
- Vidéo de 11 secondes